# Bangalore
Bangalore (oficialmente en idioma inglés Bengaluru; en canarés: ಬೆಂಗಳೂರು, ['beŋgəɭuːɾu]ⓘ) es la capital del estado indio de Karnataka. Situada en la meseta de Decán, al sureste del estado. Según el censo de 2011 tenía una población de 8 443 675 habitantes, lo que la convierte en la cuarta ciudad más poblada del país, tras Bombay, Delhi y Calcuta.
Aunque existen referencias históricas a la ciudad anteriores a 900 a. C., solo existe un asentamiento continuo desde 1537, cuando Kempe Gowda I, que muchos consideran el artífice de la moderna Bangalore, construyó una fortaleza de adobe en el lugar y la incorporó como provincia al Imperio Vijayanagara. Durante el Raj Británico, se convirtió en un centro de control colonial del sur de la India. La creación del cantón de Bangalore provocó que llegasen muchos inmigrantes de otras partes del país.
En la actualidad, Bangalore alberga algunas de las escuelas y centros de investigación más prestigiosas de la India. Varias empresas estatales de la industria pesada, empresas de software, ingeniería aeroespacial, telecomunicaciones e industria militar se encuentran en la ciudad. Bangalore es conocida como el «Silicon Valley de la India» por su posición como líder nacional en empleos de tecnología de la información. Es un centro económico y la segunda metrópolis india con un crecimiento más rápido en 2008 (10,3%, solo por detrás de Surat).

## Toponimia
El nombre Bangalore es la versión anglificada de la palabra canaresa Bengalūru. La referencia más antigua al nombre Bengaluru fue encontrada en una inscripción realizada en roca de la dinastía de los Gangas occidentales que data del siglo IX. En esta inscripción, encontrada en Begur, se refiere a Bengaluru como el lugar donde una batalla tuvo lugar en 890, dice que formó parte del reino Ganga hasta 1004 y que era conocida como Bengaval-uru, que significa «ciudad de guardias» en Halegannada (canarés antiguo).
Una leyenda popular dice que el rey hoysala Veera Ballala II se perdió en el bosque durante una expedición de caza. Cansado y hambriento, se encontró con una mujer pobre que le sirvió habas cocidas. El rey agradecido llamó al lugar «benda-kaal-uru» (ಬೆಂದಕಾಳೂರು en canarés, literalmente «ciudad de las habas cocidas»), que finalmente evolucionó a Bengalūru.
El 11 de diciembre de 2005, el gobierno de Karnataka anunció que había aceptado la propuesta de U. R. Ananthamurthy, ganador del Premio Jnanpith para cambiar el nombre en inglés de Bangalore a Bengaluru.

## Historia
Tras siglos de dominio de los gangas occidentales, Bangalore fue tomado por los cholas hacia 1024, pasando en 1070 a los chalukya-cholas. En 1116 el Imperio Hoysala derrocó a los cholas y extendieron su dominio sobre Bangalore. La actual ciudad fue fundada por un vasallo del Imperio Vijayanagara, Kempe Gowda I, quien construyó un fuerte de barro y un Templo Nandi en las proximidades de la actual ciudad en 1537. Kempe Gowda designó al nuevo pueblo como su "gandu bhumi" o "tierra de héroes".
Durante el dominio Vijayanagara, Bengaluru fue referida como "Devarāyanagara" y como "Kalyānapura", la ciudad auspiciosa. Tras la caída del Imperio Vijayanagara, Bengaluru cambió de manos en varias ocasiones. En 1638, un ejército de Bijapur comandado por Ranadulla Khan y acompañado por Shahji Bhonsle derrotaron a Kempe Gowda III y Bangalore fue entregada a Shahji como jagir. En 1687, el general mogol Kasim Khan derrotó a Ekoji, hijo de Shahji, y luego vendió la ciudad a Chikkadevaraja Wodeyar de Mysore por 300 000 rupias. Tras la muerte de Krishnaraja Wodeyar II en 1759, Hyder Ali, comandante en jefe del ejército de Mysore, se autoproclamó el gobernador de facto de Mysore. El reino más tarde pasó a manos del Tippu Sultan, hijo de Hyder Ali, conocido como el "Tigre de Mysore". Finalmente fue incorporada al Raj Británico tras la derrota y muerte de Tippu Sultan durante la cuarta guerra anglo-mysore en 1799.

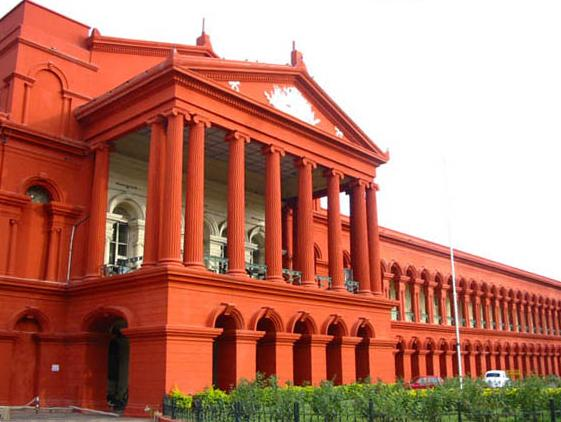
Corte Suprema del Estado de Karnataka.

Los británicos devolvieron el control administrativo del pētē al maharajás de Mysore, reteniendo únicamente el cantón bajo su jurisdicción. La residencia del estado fue establecida en Mysore en 1799 y luego mudada a Bangalore en 1804, abolida en 1843, revivida una vez más en Bangalore en 1804 para ser cerrada permanentemente en 1947, tras la independencia de la India. Los británicos reclutaron empleados de la presidencia de Madrás y los reubicaban al cantón durante este periodo. El Reino de Mysore reubicó su capital de Mysore a Bangalore en 1831. Durante el siglo XIX, Bengaluru fue una ciudad gemela, con el pētē, con una población predominantemente canarés, mientras el cantón creado por los británicos tenía una población predominantemente támil.
En 1906, Bangalore se convirtió en la primera ciudad de la India en contar con el servicio de electricidad, la cual era generada por una planta hidroeléctrica situada en Shivanasamudra.[cita requerida] Tras la independencia de la India en agosto de 1947, Bengaluru se mantuvo dentro del nuevo estado de Mysore del cual el maharajá de Mysore era el Rajapramukh. Debido a que la ciudad se dedicó a la industria pesada y a los empleos en el sector público y de educación, el pueblo canarés del resto del estado tuvo encontró oportunidades migrando a la ciudad. Bangalore experimentó un crecimiento rápido de 1941 a 1951 y de 1971 a 1981, durante la cual llegaron inmigrantes del norte del estado. Actualmente, se ha convertido en un importante centro para las tecnologías de la información, donde se han instalado numerosas multinacionales aprovechando el buen hacer de los informáticos y matemáticos autóctonos.

## Geografía
Bangalore se encuentra en el sureste de la región meridional del estado indio de Karnataka. Localizada en el corazón de la meseta de Mysore (una región de la gran meseta del Decán) tiene una elevación media de 920 m.
El punto más alto es el monte Doddabettahalli de 962 metros. No hay grandes ríos que atraviesen la ciudad, aunque el Arkavathi y el Pennar Sur atraviesan la colinas de Nandi, 60 km al norte. El río Vrishabhavathi, un afluente menor del Arkavathi fluye a través de la ciudad. Los ríos Arkavathi y Vrishabhavathi juntos llevan muchas de las aguas residuales de Bangalore. El sistema de alcantarillado, construido en 1922, cubre 215 km² de la ciudad y se conecta con cinco centros de tratamiento de aguas residuales situada en la periferia de la ciudad.

### Clima
Bangalore tiene un clima tropical de sabana (AW en la clasificación climática de Köppen) con estaciones húmedas y secas. Debido a su gran altitud por lo general Bangalore disfruta de un clima moderado durante todo el año, sin embargo las olas de calor severas no se excluyen durante el verano. El mes más frío es diciembre con una temperatura mínima media de 15,4 °C y el mes más caliente es abril con una temperatura alta media de 34.8 °C. La temperatura más alta jamás registrada en Bangalore fue de 39,2 °C (registrada en marzo de 1931) y la más baja es de 7,8 °C (registrada en enero de 1884).
Las temperaturas en invierno rara vez caen por debajo de 14 °C , y en verano rara vez superan los 35-36 °C. Bangalore recibe las precipitaciones, tanto del noreste como del suroeste y los monzones, los meses más húmedos son septiembre, octubre y agosto. El calor del verano es moderado por tormentas muy frecuentes, que en ocasiones causan cortes de energía eléctrica e inundaciones. Las lluvias más fuertes registradas en un período de 24 horas fueron de 179 mm, registradas el 1 de octubre de 1997.
| Parámetros climáticos promedio de Bangalore | Parámetros climáticos promedio de Bangalore | Parámetros climáticos promedio de Bangalore | Parámetros climáticos promedio de Bangalore | Parámetros climáticos promedio de Bangalore | Parámetros climáticos promedio de Bangalore | Parámetros climáticos promedio de Bangalore | Parámetros climáticos promedio de Bangalore | Parámetros climáticos promedio de Bangalore | Parámetros climáticos promedio de Bangalore | Parámetros climáticos promedio de Bangalore | Parámetros climáticos promedio de Bangalore | Parámetros climáticos promedio de Bangalore | Parámetros climáticos promedio de Bangalore |
| Mes                                         | Ene.                                        | Feb.                                        | Mar.                                        | Abr.                                        | May.                                        | Jun.                                        | Jul.                                        | Ago.                                        | Sep.                                        | Oct.                                        | Nov.                                        | Dic.                                        | Anual                                       |
| ------------------------------------------- | ------------------------------------------- | ------------------------------------------- | ------------------------------------------- | ------------------------------------------- | ------------------------------------------- | ------------------------------------------- | ------------------------------------------- | ------------------------------------------- | ------------------------------------------- | ------------------------------------------- | ------------------------------------------- | ------------------------------------------- | ------------------------------------------- |
| Temp. máx. media (°C)                       | 26.7                                        | 29.3                                        | 32.4                                        | 34.8                                        | 32.3                                        | 28.7                                        | 27.9                                        | 27.1                                        | 28.0                                        | 27.5                                        | 26.4                                        | 25.6                                        | 29.6                                        |
| Temp. mín. media (°C)                       | 15.8                                        | 16.8                                        | 19.2                                        | 21.0                                        | 20.7                                        | 20.5                                        | 19.0                                        | 18.8                                        | 18.5                                        | 18.2                                        | 17.5                                        | 15.9                                        | 19.2                                        |
| Lluvias (mm)                                | 2.7                                         | 7.2                                         | 4.4                                         | 46.3                                        | 119.6                                       | 80.6                                        | 110.2                                       | 137.0                                       | 194.8                                       | 180.4                                       | 64.5                                        | 22.1                                        | 969.8                                       |
| Días de lluvias (≥ 1 mm)                    | 0.2                                         | 0.5                                         | 0.4                                         | 3.0                                         | 7.0                                         | 6.4                                         | 8.3                                         | 10.0                                        | 9.3                                         | 9.0                                         | 4.0                                         | 1.7                                         | 59.8                                        |
| Horas de sol                                | 263.5                                       | 248.6                                       | 272.8                                       | 258.0                                       | 241.8                                       | 138.0                                       | 111.6                                       | 114.7                                       | 144.0                                       | 173.6                                       | 189.0                                       | 211.8                                       | 2367.4                                      |
| Fuente n.º 1: WMO                           |                                             |                                             |                                             |                                             |                                             |                                             |                                             |                                             |                                             |                                             |                                             |                                             |                                             |
| Fuente n.º 2: HKO (1971–1990)               |                                             |                                             |                                             |                                             |                                             |                                             |                                             |                                             |                                             |                                             |                                             |                                             |                                             |

## Demografía
| Religión en Bangalore                                                      | Religión en Bangalore | Religión en Bangalore | Religión en Bangalore | Religión en Bangalore |
| -------------------------------------------------------------------------- | --------------------- | --------------------- | --------------------- | --------------------- |
| Religión                                                                   | Religión              |                       | %                     | %                     |
| Hinduistas                                                                 | Hinduistas            |                       | 79.4 %                | 79.4 %                |
| Musulmanes                                                                 | Musulmanes            |                       | 13.4 %                | 13.4 %                |
| Cristianos                                                                 | Cristianos            |                       | 5.8 %                 | 5.8 %                 |
| Jainas                                                                     | Jainas                |                       | 1.1 %                 | 1.1 %                 |
| Otros*                                                                     | Otros*                |                       | 1 %                   | 1 %                   |
| Distribución de las religiones *Incluye sijes (<0,1 %), budistas (<0,1 %). |                       |                       |                       |                       |

Según el censo de población de 2011, la ciudad tenía una población estimada de 8,5 millones de habitantes (4 301 326 de acuerdo al anterior, de 2001), es la cuarta ciudad más poblada de la India y esta en el puesto 28 entre las ciudades más pobladas del mundo. Bangalore era la metrópoli de más rápido crecimiento en la India después de Nueva Delhi, con una tasa de crecimiento del 38 % durante la década entre 1991-2001. Asimismo, con 6 537 124 habitantes en 2001 y unos 7 215 000 en 2009 se erige como la quinta aglomeración urbana del país, por detrás de Bombay, Delhi, Calcuta y Chennai (Madrás).
El carácter cosmopolita de la ciudad ha dado lugar en los últimos años, a la migración de personas de otros estados a Bangalore, lo que ha provocado tensiones entre inmigrantes y locales. Según estimaciones, el 39 % de la población de Bangalore corresponde a hablantes de canarés. Además del canarés y del inglés, las lenguas más habladas en la ciudad son el hindi —lengua nacional de la India—, el télugu y el támil. Un buen número de hablantes Konkani se han establecido en Bangalore desde el siglo pasado, en los distritos de Canara, Karnataka y Goa. Del mismo modo el marathí es hablado por una minoría significativa de la sociedad.
De acuerdo con el censo de 2001 de la India, el 79,4 % de la población de Bangalore es hindú, más o menos la misma que la media nacional. Los musulmanes constituyen el 13,4% de la población, que a su vez es más o menos lo mismo que la media nacional, mientras que los cristianos y jainistas representan el 5,8 % y 1,1 % de la población, respectivamente, el doble de los promedios nacionales.Los anglo-indios también forman un grupo importante dentro de la ciudad. Las mujeres representan el 47% de la población de Bangalore. La ciudad tiene una tasa de alfabetización del 89 %. Aproximadamente el 10 % de la población de Bangalore vive en barrios marginales, una proporción relativamente baja en comparación con otras ciudades del mundo en desarrollo como Mumbai (50 %) y Nairobi (60 %).

## Economía
Bangalore posee una dinámica economía, una parte importante de la cual está relacionada con las denominadas tecnologías de la información (information technologies, IT). Desde la década de 1970 la ciudad se ha estado paulatinamente abriendo cada vez más a la inversión extranjera, lo que como resultado ha derivado en la instalación de algunas de las principales compañías multinacionales relacionadas con ese sector. En particular, en su área metropolitana se encuentra el parque industrial conocido como Electronics City. Uno de los problemas a los que ha enfrentado la aglomeración durante los últimos años es la falta de infraestructura adecuada para hacer frente a crecientes problemas o externalidades negativas derivadas de la expansión económica de la ciudad, como el inusitado incremento del tráfico vial o la fuerte demanda adicional de agua y de energía eléctrica por parte de los nuevos emprendimientos empresariales y habitacionales.

## Contaminación
Bangalore genera alrededor de 3000 toneladas de residuos sólidos por día, de los cuales unas 1139 toneladas son recolectadas y enviadas a unidades de compostaje, como la Corporación de Desarrollo de Karnataka. El resto de residuos sólidos que son recolectados por el municipio se vuelca en espacios abiertos a modo de vertederos o en carreteras fuera de la ciudad. En 2008, Bangalore produjo alrededor de 2500 toneladas métricas de residuos sólidos y aumentó a 5000 toneladas métricas en 2012, que son transportadas desde las unidades de recogida ubicadas cerca del lago Hesaraghatta, a los lugares donde se vierte la basura. La ciudad sufre por la contaminación por polvo, eliminación de desechos peligrosos, y las recuperaciones de residuos desorganizados, no científicos, de forma alarmante; la región de Whitefield es la zona más contaminada en Bangalore.

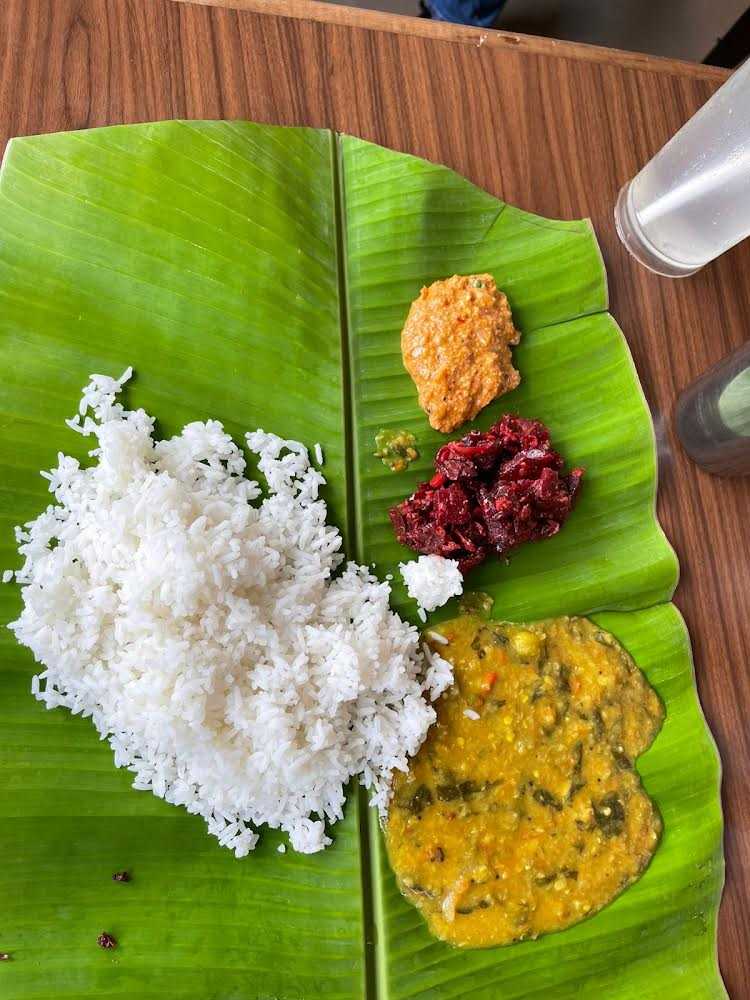
Comida en un Restaurante en Bangalore, India.

## Cultura

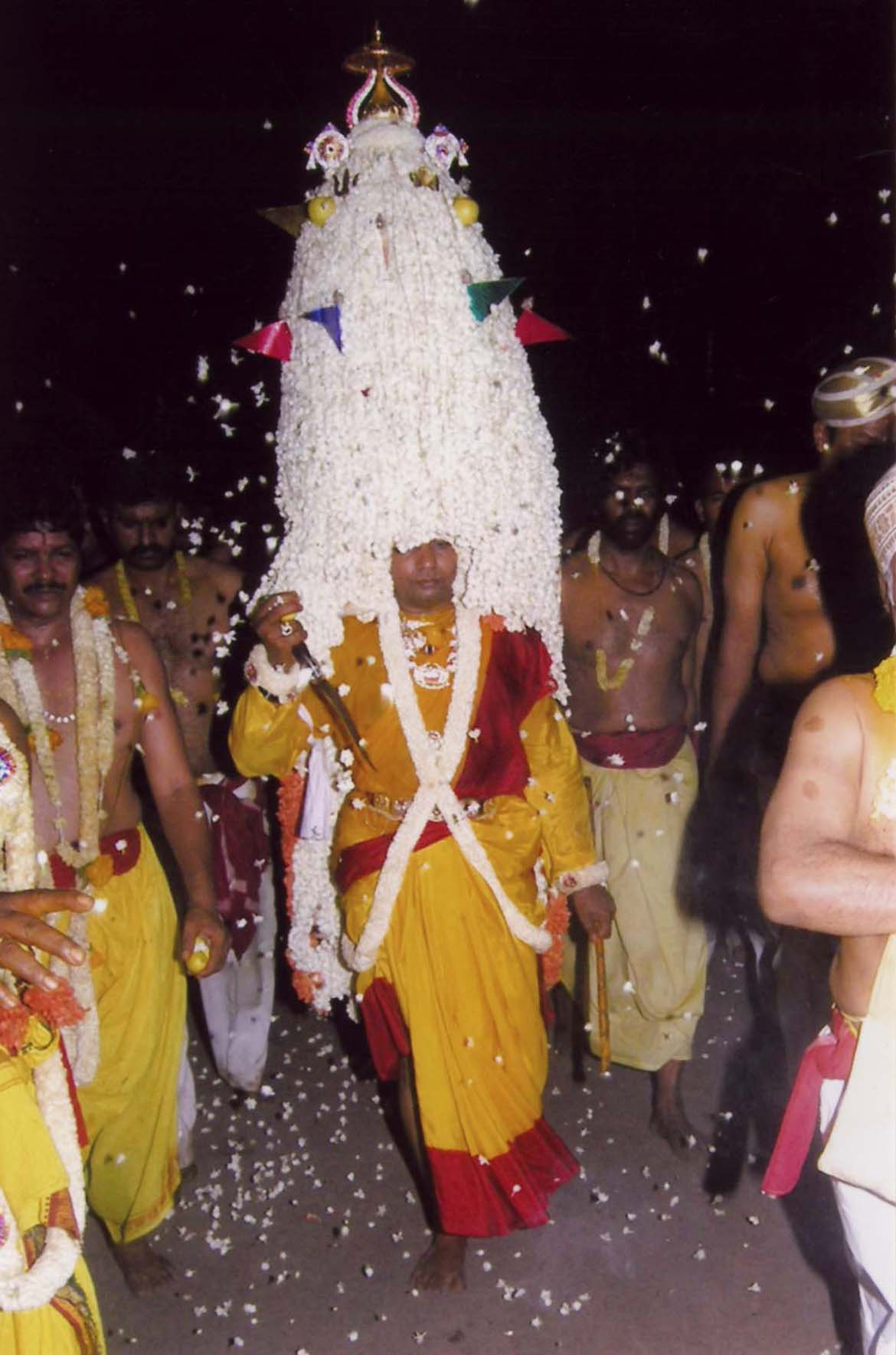
Bangalore Karaga, uno de los festivales más importantes de la ciudad.

Bangalore es conocida como la Ciudad Jardín de la India; la vegetación y la presencia de muchos parques públicos, entre ellos el Lal Bagh y el Parque Cubbonson, son muy abundantes.
La ciudad celebra su fiesta más antigua, la "Karaga Shaktyotsava" o Karaga Bangalore. El Deepavali,"Festival de las Luces", trasciende las líneas demográficas y religiosas y es asimismo un festival importante, junto con las nueve noches de Navratri. Otras fiestas tradicionales de la India, como el Ganesh Chaturthi, Ugadi/Gudi Padwa, Sankranthi, Eid ul-Fitr y la Navidad también se celebran.
Bangalore es el centro de la industria del cine canarés (cine de Karnataka), que produce unas 80 películas cada año. La ciudad también tiene una cultura teatral muy activa y vibrante, con teatros populares como el Ravindra Kalakshetra y el más recientemente inaugurado Ranga Shankara.
En cuanto a gastronomía, la diversidad de la cocina es reflejo de la diversidad social y económica de Bangalore. Bangalore alberga una amplia y variada mezcla de tipos de restaurantes y cocinas; los vendedores ambulantes, puestos de té, la comida rápida china y occidental son muy populares también en la ciudad. Los restaurantes Udupi son muy populares y sirven predominantemente cocina regional vegetariana.
Bangalore es también un centro importante de música y danza india clásica. La música clásica y recitales de danza son muy numerosos durante todo el año y especialmente durante el Ramanavami y el Ganesha Chaturthi.
A Bangalore se la alude también como la "Capital pub de la India" o la "Capital rock metal de la India", por su escena musical underground y ser uno de los principales lugares donde se celebran conciertos internacionales de rock.

## Deporte

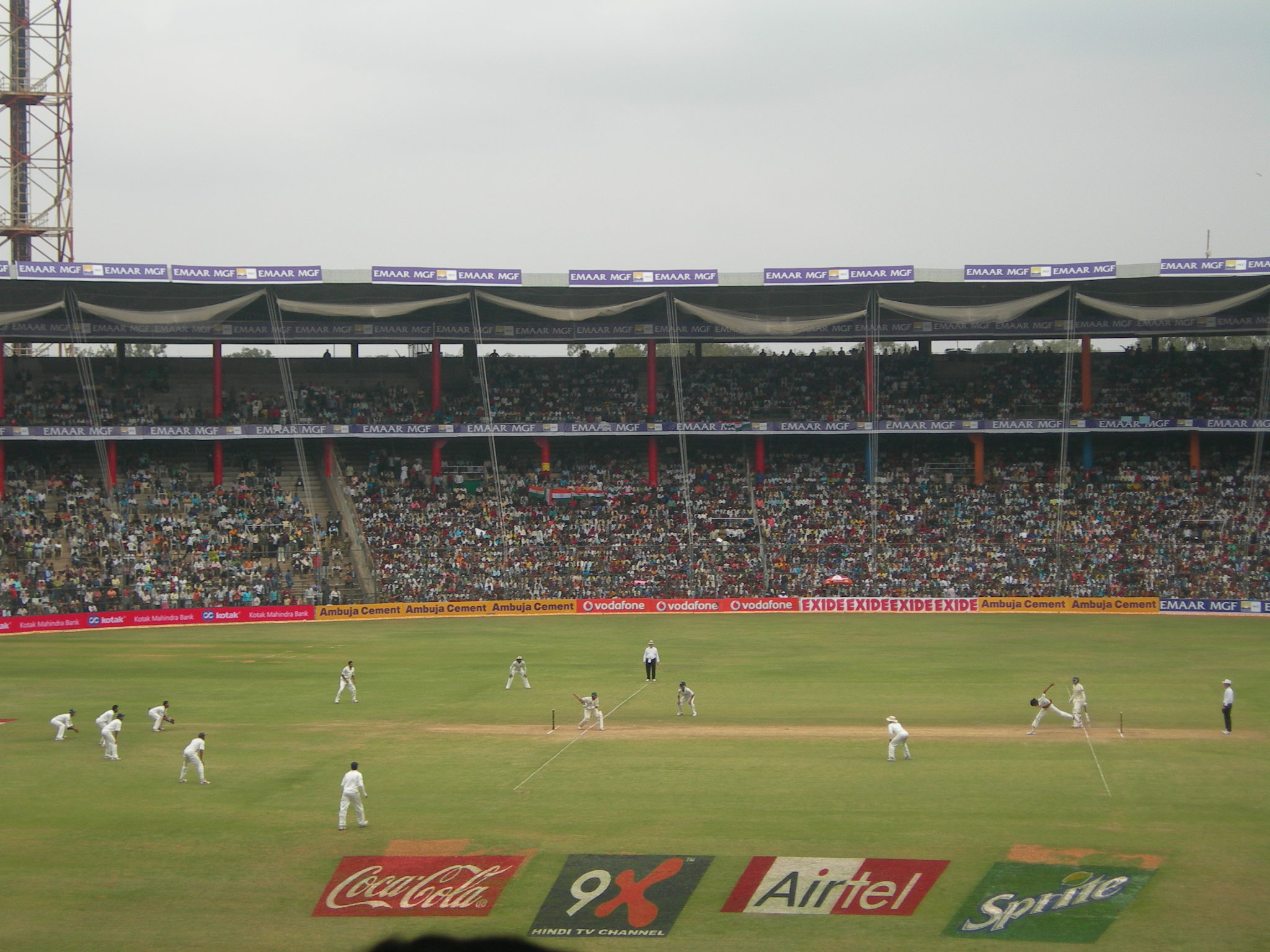
Estadio de cricket M. Chinnaswamy

El cricket es uno de los deportes más populares en Bangalore. Un importante número de jugadores indios son originarios de la ciudad, entre los que se encuentra el que fuera capitán de la selección de cricket de la India, Rahul Dravid, el actual capitán de la selección para test matches Anil Kumble, y Robin Uthappa entre otros. Muchos niños practican este deporte en las calles y en los numerosos campos públicos de la ciudad. El principal estadio de cricket de Bangalore es el Estadio M. Chinnaswamy, con capacidad para 40.000 espectadores sentados, y que albergó partidos en la Copa Mundial de Cricket de 1987 y en la Copa Mundial de Cricket de 1996.
La ciudad cuenta con varios equipos de alto nivel: los Bangalore Royal Challengers disputan la Indian Premier League, los Bangalore Hi-fliers la Premier Hockey League y el Hindustan Aeronautics Limited Sports Club de la Segunda División de fútbol de la India. Mahesh Bhupathi, miembro del equipo indio de la Copa Davis de tenis, reside en la ciudad, y Rohan Bopanna, otro de los miembros del equipo, es natural de Bangalore. Desde 2006, la ciudad alberga anualmente el Abierto de Bangalore, computable para el circuito de la WTA. En 2008 se trasladó a la ciudad el que hasta entonces era conocido como Torneo de Bombay, aunque finalmente la edición de ese año se pospuso por problemas de seguridad.
Bangalore cuenta con la presencia de clubes de élite, como el Century Club, el The Bangalore Golf Club, el Bowring Institute y el exclusivo Bangalore Club, entre cuyos antiguos miembros se encontró Winston Churchill. También son de Bangalore el campeón indio de natación Nisha Millet, el campeón mundial de snooker, Pankaj Advani, y el antiguo campeón del All England Open Badminton Championships, Prakash Padukone.

## Transporte
- Estación de ferrocarril de Bangalore
- Aeropuerto Internacional Kempegowda

## Ciudades hermanadas
Bangalore está actualmente hermanada con cuatro ciudades:
| Ciudad        | Región             | País           |
| ------------- | ------------------ | -------------- |
| Minsk         | Provincia de Minsk | Bielorrusia    |
| San Francisco | California         | Estados Unidos |
| Járkov        | Óblast de Járkov   | Ucrania        |
| Cleveland     | Ohio               | Estados Unidos |